# Chapelle de Rivray
La chapelle de Rivray est un ancien édifice catholique qui se dresse sur le territoire de l'ancienne commune française de Condé-sur-Huisne, dans le département de l'Orne, en région Normandie. L'édifice est inscrit au titre des monuments historiques.

## Localisation
La chapelle est située au lieu-dit Rivray, à Condé-sur-Huisne, au sein de la commune nouvelle de Sablons sur Huisne, dans le département français de l'Orne.

## Description
L'ancienne chapelle castrale se dresse à proximité de la motte féodale de Rivray.

## Protection
L'ancienne chapelle de Rivray est inscrite au titre des monuments historiques par arrêté du 19 août 1975.